# Vabriga
Vabriga (olaszul: Abrega) község Horvátországban Isztria megyében. Közigazgatásilag Tar-Vabriga községhez tartozik.

## Fekvése
Az Isztriai-félsziget nyugati részén Porečtől 8 km-re északra, a Mirna torkolatából 3 km-re délre fekszik.

## Története
A község területe már a római korban lakott volt, amikor számos villa állt ezen a vidéken. Valbriga (Albriga, Abriga, Gabriga) első írásos említése a 14. században történt, területe azelőtt még Tarhoz tartozott. 1508-ig a település a pazini grófok uralma alá tartozott, majd a novigradi közösség részeként a Velencei Köztársaság fennhatósága alá került. A háborúk és járványok következtében lakossága nagyrészt kipusztult és a velencei hatóságok a 16. század második felétől a török terjeszkedés elől menekülő dalmáciai földművesekkel telepítették be. Az első betelepülők Vabrigára 1557-ben érkeztek. Az újonnan érkezetteknek a környék addig meg nem művelt területekből is osztottak földet, így alakultak ki a környező kisebb falvak. Az új lakosság betelepülése a mezőgazdaság szerkezetének a megváltozását is eredményezte, az állattartás jelentősége egyenrangú lett az addig domináns földműveléssel. 1584-ben Zára környékéről érkeztek új telepesek. 1622 után a telepesek újabb hulláma érkezett Dalmácia, Montenegró, Bosznia, Albánia, Friuli, Treviso és a görög Kréta területéről. A 18–19. században az itt megtermelt javak, főként a bor és az olívaolaj kivitelének növekedése a vidék gazdasági fellendülését eredményezte. A 19. század végére azonban a társadalmi osztályok és a nemzetek közötti feszültségek erősödése a vidék gazdaságának visszaesésével járt. A 20. század elején a Poreštinán az elsők között Vabrigán horvát iskolát nyitottak. 1857-ben 229, 1910-ben 553 lakosa volt.
Az első világháború után a rapallói szerződés értelmében Isztria az Olasz Királysághoz került. 1943-ban az olasz kapitulációt követően német megszállás alá került, mely 1945-ig tartott. A második világháború után a párizsi békeszerződés értelmében Jugoszlávia része lett, de 1954-ig különleges igazgatási területként átmenetileg a Trieszti B zónához tartozott és csak ezután lépett érvénybe a jugoszláv polgári közigazgatás. Jugoszlávia felbomlása után 1991-ben a független Horvátország része lett. 2011-ben 434 lakosa volt. Lakói mezőgazdasággal (szőlő, olajbogyó, gabona), állattartással, halászattal és újabban egyre inkább turizmussal, vendéglátással foglalkoznak.

## Nevezetességei
- Kármelhegyi Boldogasszony tiszteletére szentelt templomát a 13. században román stílusban építették, később többször átépítették és megújították. A Kármelhegyi Boldogasszonyt ábrázoló oltárképét Zorzi Ventura festette. A művésznek még egy alkotása is látható a templomban, mely a Sírbatételt (1607) ábrázolja.
- A település melletti Loron régészeti lelőhely az 1. és 5. század között használt tengerparti villa rustica maradványait tartalmazza. Alaprajza alapján Tiberius császár idejéből származik. Abban az időben az 1. század végéig használták a kemencét a tegulák gyártására. Az öböl keleti oldalán az 1. század végén egy másik központ szakosodott kerámiák gyártására. A kemencék és ciszternák rekonstrukcióján kívül a villa déli részének alaprajza a 2. és a 3. században nem változott. A villát a 4. században átalakították, és fűtési rendszerrel ellátott lakóházat alakítottak ki belőle. A gazdasági részt a villa északi részén, a 2. századi olajmalom épületében alakították ki.[2]

## Lakosság
| Lakosság változása | Lakosság változása | Lakosság változása | Lakosság változása | Lakosság változása | Lakosság változása | Lakosság változása | Lakosság változása | Lakosság változása | Lakosság változása | Lakosság változása | Lakosság változása | Lakosság változása | Lakosság változása | Lakosság változása | Lakosság változása |
| ------------------ | ------------------ | ------------------ | ------------------ | ------------------ | ------------------ | ------------------ | ------------------ | ------------------ | ------------------ | ------------------ | ------------------ | ------------------ | ------------------ | ------------------ | ------------------ |
| 1857               | 1869               | 1880               | 1890               | 1900               | 1910               | 1921               | 1931               | 1948               | 1953               | 1961               | 1971               | 1981               | 1991               | 2001               | 2011               |
| 229                | 252                | 297                | 400                | 487                | 553                | 529                | 665                | 561                | 462                | 357                | 363                | 364                | 391                | 392                | 434                |